# Roberto de Clermont
Roberto de Francia o Roberto de Clermont, (1256-7 de febrero de 1317), noble francés, miembro de la dinastía de los Capetos.

## Primeros años de vida
Fue el sexto hijo de San Luis IX de Francia y Margarita de Provenza. En 1268 fue nombrado conde de Clermont.

### Matrimonio e hijos
Fue en 1272 cuando contrajo matrimonio con Beatriz de Borgoña, señora de Borbón, hija de Juan de Borgoña. Del matrimonio nacieron seis hijos:
- Luis I de Borbón el cojo (1279–1342), primer duque de Borbón.
- Blanca de Borbón (1281–1304), casada en 1303 en París con Roberto VII de Auvernia y Bolonia.
- Juan de Borbón (1283-1316), Barón de Charolais, casado en 1309 con Juana d'Argies.
- María de Borbón (1285–1372), Prioresa de Poissy.
- Pedro de Borbón (1287–1330), Archidiacono de París.
- Margarita de Borbón (1289–1309), casada en 1305 con Ramón Berenguer de Andria, y en 1308 con Juan I de Namur.

## Importancia en la historia

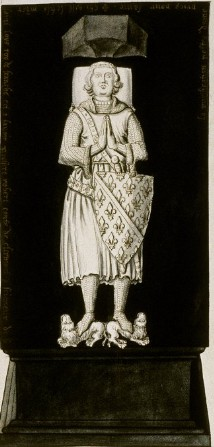
Dibujo de la tumba de Roberto de Clermont.

Durante una justa en 1279 recibió heridas que le dejaron inválido de por vida, lo que no evitó que en ciertas ocasiones solemnes en la corte de París se requiriera su presencia, como lo fue la Asamblea que eligió a Felipe el Largo como regente. Roberto de Clermont es considerado el fundador de la Casa de Borbón, su hijo Luis fue el primer duque de Borbón.
La Casa de Borbón se hizo, a lo largo de los siglos, con varias coronas soberanas: Navarra con Enrique III desde 1572 hasta 1848 y con el mismo monarca con el nombre de Enrique IV la corona de Francia desde 1589 y hasta el mismo año. Los Borbón ascendieron al trono del Reino de las Dos Sicilias desde 1735 hasta 1860, al ducado de Parma entre 1748 y 1796 y luego entre 1847 y 1849, el tiempo intermedio gozando del usufructo del efímero Reino de Etruria. En 1700 los Borbón se hicieron con la Corona de España, título que hasta hoy poseen, y en 1964 la dinastía sumó a sus dominios el título del Gran Ducado de Luxemburgo.